# Daisuke Miyakawa
Daisuke Miyakawa (宮川 大輔 Miyakawa Daisuke?, nacido el 6 de octubre de 1979 en Kanagawa) es un exfutbolista japonés. Jugaba de delantero y su último club fue el SC Sagamihara de Japón.

## Trayectoria

### Clubes
| Club                | País  | Año         |
| ------------------- | ----- | ----------- |
| Cerezo Osaka        | Japón | 1998 - 2001 |
| Thespa Kusatsu      | Japón | 2002 - 2005 |
| Giravanz Kitakyushu | Japón | 2006 - 2011 |
| SC Sagamihara       | Japón | 2012        |

## Estadística de carrera

### J. League
| Club                | Año   | J. League | J. League | Copa J. League | Copa J. League | Total | Total |
| Club                | Año   | Part.     | Goles     | Part.          | Goles          | Part. | Goles |
| ------------------- | ----- | --------- | --------- | -------------- | -------------- | ----- | ----- |
| Cerezo Osaka        | 1998  | 0         | 0         | 0              | 0              | 0     | 0     |
| Cerezo Osaka        | 1999  | 1         | 1         | 0              | 0              | 1     | 1     |
| Cerezo Osaka        | 2000  | 0         | 0         | 0              | 0              | 0     | 0     |
| Cerezo Osaka        | 2001  | 0         | 0         | 0              | 0              | 0     | 0     |
| Thespa Kusatsu      | 2005  | 12        | 2         | -              | -              | 12    | 2     |
| Giravanz Kitakyushu | 2010  | 24        | 1         | -              | -              | 24    | 1     |
| Giravanz Kitakyushu | 2011  | 1         | 0         | -              | -              | 1     | 0     |
| Total               | Total | 38        | 4         | 0              | 0              | 38    | 4     |